# Drapeau de Hondarribia
Le Drapeau de Hondarribia (Bandera de Hondarribia en castillan) est le prix d'une régate de trainières qui se déroule depuis 1984 et  organisée par l'Association d'aviron Hondarribia.

## Histoire
Sa première édition a eu lieu en 1984, mais sera appelée Drapeau Pryca durant les deux années suivantes. En 1987 le club dispose à nouveau de l'aide de la Mairie. En 1996 la régate a dû être suspendue après avoir disputé les deux premières manches pour forte galerne.

## Palmarès
| Édition | Année | Vainqueur       | Second          | Troisième        |
| I       | 1984  | Zumaia          | Orio            | Donostia         |
| II      | 1987  | San Juan        | San Pedro       | Zierbena         |
| III     | 1988  | San Juan        | San Pedro       | Hondarribia      |
| IV      | 1990  | Hondarribia     | Orio            | San Juan         |
| V       | 1991  | Arraun Lagunak  | San Pedro       | Ciudad Santander |
| VI      | 1992  | Donibaneko      | San Juan        | Arraun Lagunak   |
| VII     | 1993  | San Pedro       | Donibaneko      | Arraun Lagunak   |
| VIII    | 1994  | San Pedro       | Donibaneko      | Hondarribia      |
| IX      | 1995  | Donibaneko      | San Juan        | Hondarribia      |
| X       | 1996  | Suspendue       | nd              | nd               |
| X       | 1997  | --              | --              | --               |
| XI      | 1998  | San Pedro       | --              | --               |
| XII     | 1999  | Castro-Urdiales | Hondarribia     | Orio             |
| XIII    | 2000  | Hondarribia     | Orio            | San Juan         |
| XIV     | 2001  | Castro-Urdiales | Orio            | Santiagotarrak   |
| XV      | 2002  | Astillero       | Castro-Urdiales | Hondarribia      |
| XVI     | 2003  | Trintxerpe      | --              | --               |
| XVII    | 2004  | --              | --              | --               |
| XVIII   | 2005  | Astillero       | Arkote          | Hondarribia      |
| XIX     | 2006  | Hondarribia     | Pedreña         | Arkote           |
| XX      | 2007  | Urdaibai        | Pedreña         | Orio             |
| XXI     | 2008  | Urdaibai        | Castro-Urdiales | Pedreña          |
| XXII    | 2009  | Orio            | Castro-Urdiales | Hondarribia      |
| XXIII   | 2010  | Urdaibai        | San Juan        | Castro-Urdiales  |